# Illinois Jacquet

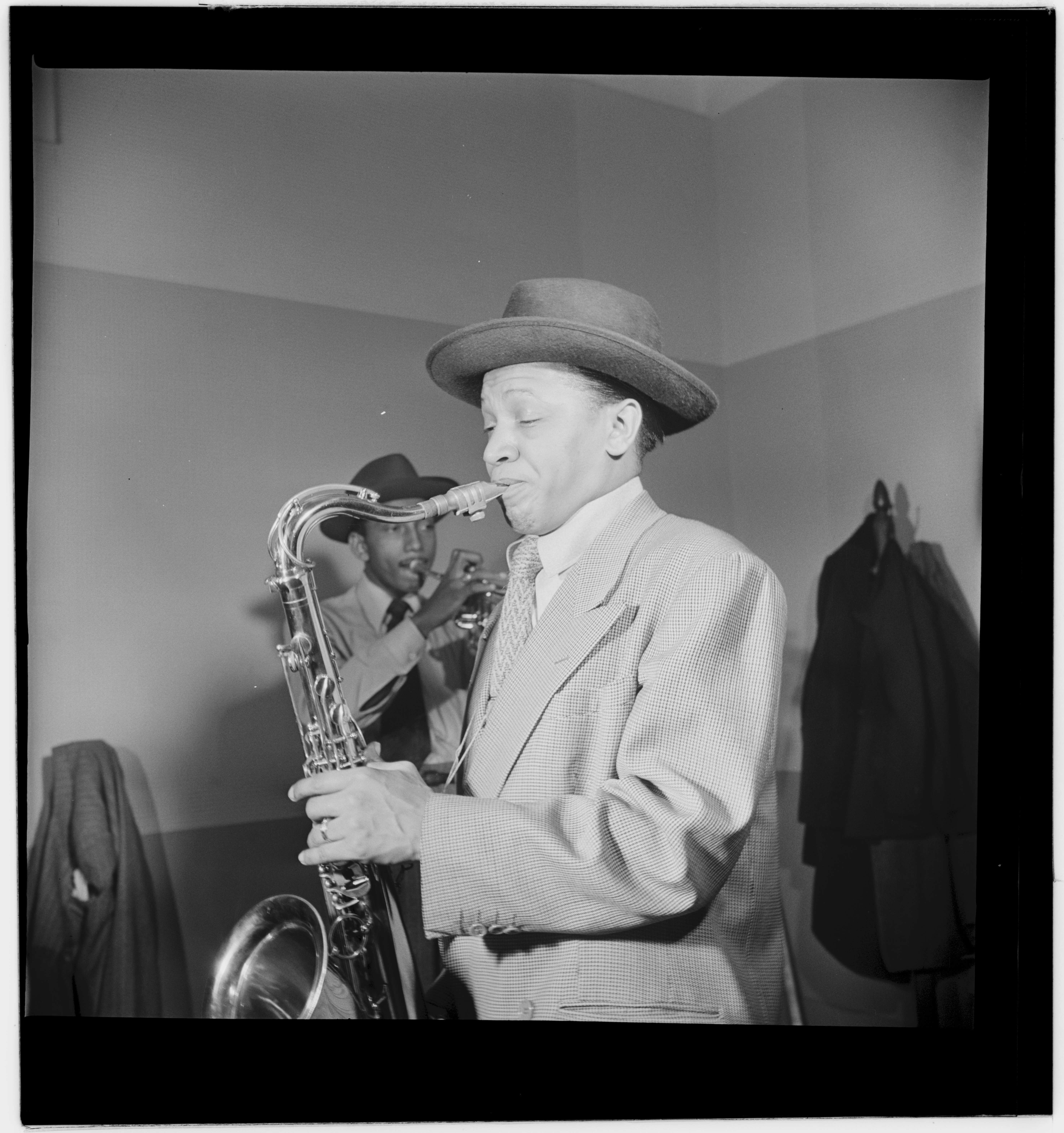
Illinois Jacquet, ca. Mai 1947.
Fotografie von William P. Gottlieb.

Illinois Jacquet (eigentlich Jean-Baptiste Jacquet; * 31. Oktober 1922 in Broussard, Louisiana; † 22. Juli 2004 in New York) war ein US-amerikanischer Jazzmusiker. Der Tenor-Saxophonist war bekannt für seine stilübergreifenden Ideen und Kompositionen und spielte mit fast jeder Jazz- und Blues-Größe seiner Zeit zusammen.
Berühmt wurde er 1942 durch sein 80-Sekunden-Solo in Lionel Hamptons Flying Home. Seit 1981 trat er mit seiner eigenen Big Band auf. Jacquet galt als einer der größten Saxophonisten der Jazzgeschichte. Einem breiteren Publikum wurde er 1993 bekannt, als er gemeinsam mit dem damaligen US-Präsidenten und Hobby-Saxophonisten Bill Clinton zu dessen feierlicher Amtseinführung ein Duett gab. Sein letztes Konzert gab er am 16. Juli 2004 in New York; sechs Tage später erlag er einem Herzinfarkt.

## Leben

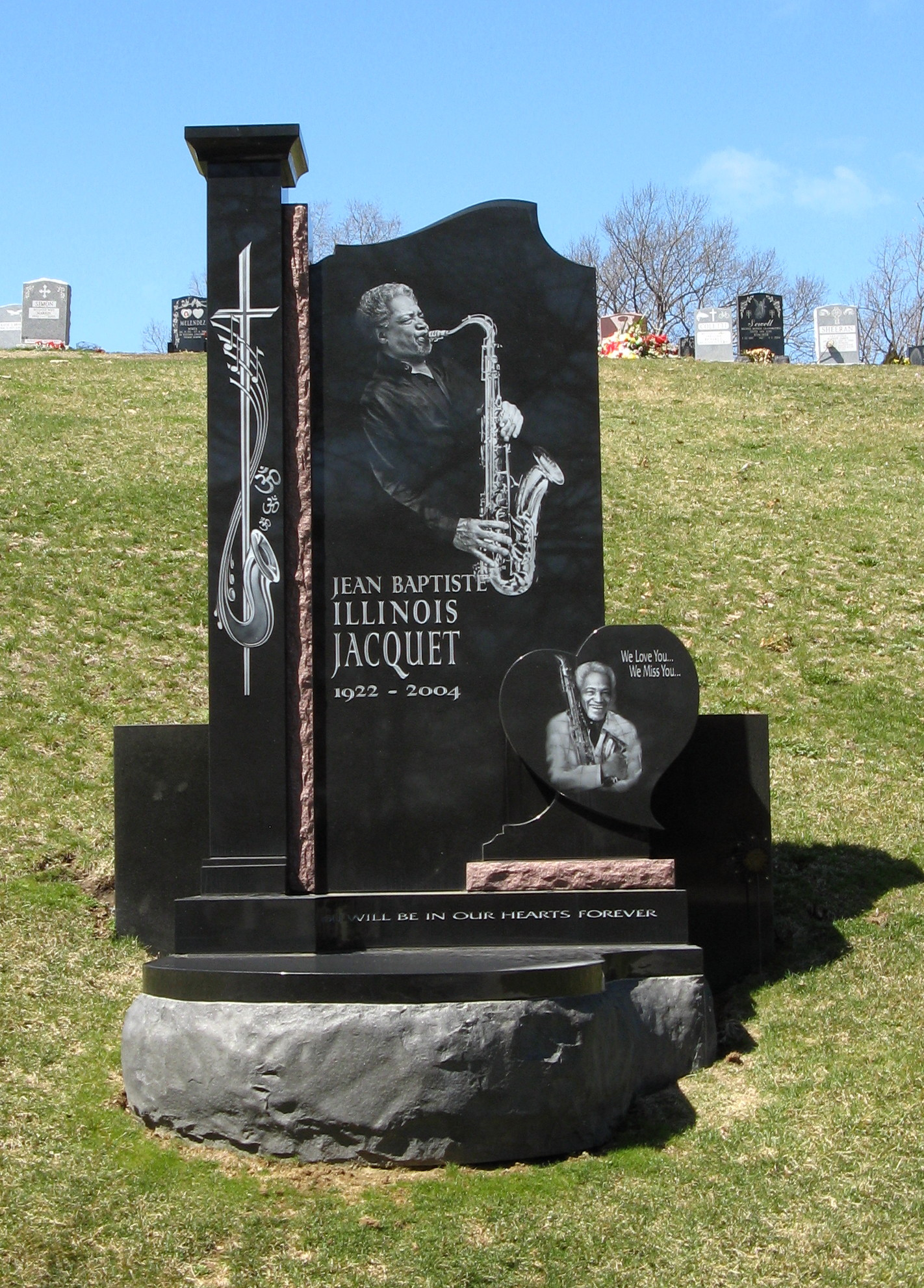
Grabmal von Illinois Jacquet auf dem Woodlawn Cemetery, Bronx

Jean-Baptiste „Illinois“ Jacquet war der Sohn einer Sioux-Indianerin und eines kreolischen Eisenbahnarbeiters. Der Spitzname „Illinois“ leitete sich vom Indianerwort Illiniwek (= überlegener Mann) ab. Sein älterer Bruder war der Trompeter Russell Jacquet (1917–1990).
Jacquet begann mit drei Jahren als Stepptänzer in der väterlichen Big Band. Später spielte er dort zunächst Schlagzeug, anschließend Saxophon. Als Mitglied der Bigband Lionel Hamptons spielte Jacquet 1942 im Alter von 19 Jahren im Song Flying Home ein Solo in einem ganz neuen Stil. So wurden andere populäre Musiker auf ihn aufmerksam. 1945 sprang er für Lester Young bei der Count-Basie-Band ein und nahm zahlreiche Hits mit ihr auf. 1946 gründete Jacquet seine erste eigene Band und ging schon früh mit ihr auf Welttournee.
1983 baute er sie zu einem großen Orchester aus, mit dem er über 20 Jahre lang durch die USA und Europa tourte. Jacquet begleitete auch Größen wie Louis Armstrong, Nat King Cole, Dizzy Gillespie, Charlie Parker, Jo Jones, Buddy Rich, Ella Fitzgerald und Miles Davis.
Zu Jacquets bekanntesten Stücken gehören Black Velvet, Robbin’s Nest und Port of Rico. Seine Impulsivität machte ihn zum Publikumsmagneten der weltweiten Tourneen Jazz at the Philharmonic. Sein Leben und Werk wurde 1992 in Arthur Elgorts Dokumentation Texas Tenor – The Illinois Jacquet Story verfilmt. Unter den Darstellern ist auch der legendäre Bassist Ray Brown.
Sein Grab befindet sich in New York auf dem Woodlawn Cemetery im Stadtteil Bronx, unmittelbar neben dem Grab von Miles Davis.

## Diskografie (Auswahl)
- 2004: Collates
- 2004: Jacquet’s Street [2004]

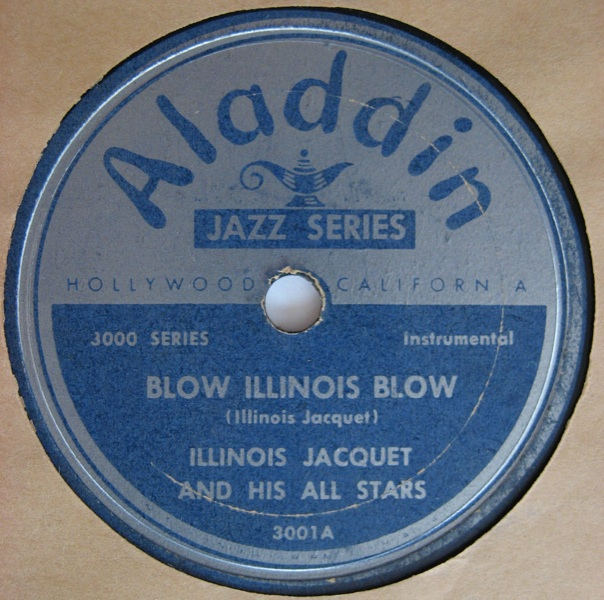
Blow Illinois Blow, Aladdin Records, 78-er Single

- 2003: Live at Schaffhausen: March 1978
- 2002: The Man I Love
- 1999: Birthday Party
- 1996: Big Horn
- 1994: His All Star New York Band
- 1994: Jazz at the Philharmonic: First Concert
- 1988: Jacquet’s Got It!
- 1980: JSP Jazz Sessions, Vol. 1: New York
- 1978: God Bless My Solo
- 1976: On Jacquet’s Street
- 1973: The Man I Love (Black&Blue)
- 1973: Blues from Louisiana
- 1971: The Comeback
- 1971: Genius at Work
- 1969: The Blues: That’s Me!
- 1969: The Soul Explosion
- 1968: Illinois Jacquet on Prestige! Bottoms up
- 1968: The King
- 1968: Bottoms Up
- 1968: How High the Moon
- 1966: Go Power
- 1966: Illinois Flies Again

## Sammlung
- 1996 The Complete Illinois Jacquet Sessions 1945–50 (Mosaic, 1996) 6 LPs oder 4 CDs mit Russell Jacquet, Henry Coker, Sir Charles Thompson, Johnny Otis, Bill Doggett, Charles Mingus, Wynonie Harris, John Simmons, Emmett Berry, Freddie Green, Shadow Wilson, Joe Newman, Trummy Young, Denzil Best, Fats Navarro, Miles Davis, Dicky Wells, Big Nick Nicholas, Leo Parker, Al Lucas, Jay Jay Johnson, John Collins, Jimmy Mundy arr, John Lewis, Jo Jones